# Chorkarer
Chorkarer, également translittéré Sherkara, Sherakerer, Shorkaror, est un roi de Koush (v. 20-30 ap. J.-C.). Chorkarer est le troisième fils de Natakamani. Ses frères aînés Arikhânkharer et Arikakahtani ont été successivement prince héritier avant Chorkarer.

## Biographie
Pendant qu'il était prince héritier, le temple d'Amada a été construit. Son nom a également été retrouvé dans le temple de Napata (salle B 501). La reine Amanitore semble être morte avant son mari Natakamani. Après la mort de Natakamani, Chorkarer a ainsi pris le trône. Chorkarer commande l'inscription d'un relief méroïtique trouvé à Jabal Qayli, près de la route commerciale vers Kassala. Il s'agit de l'inscription la plus orientale des rois méroïtiques trouvée jusqu'à présent.
Selon Reisner, Chorkarer a probablement été enterré dans la pyramide 10 de Méroé (Bagrawiyah).